# St. Leonhard (Wall)

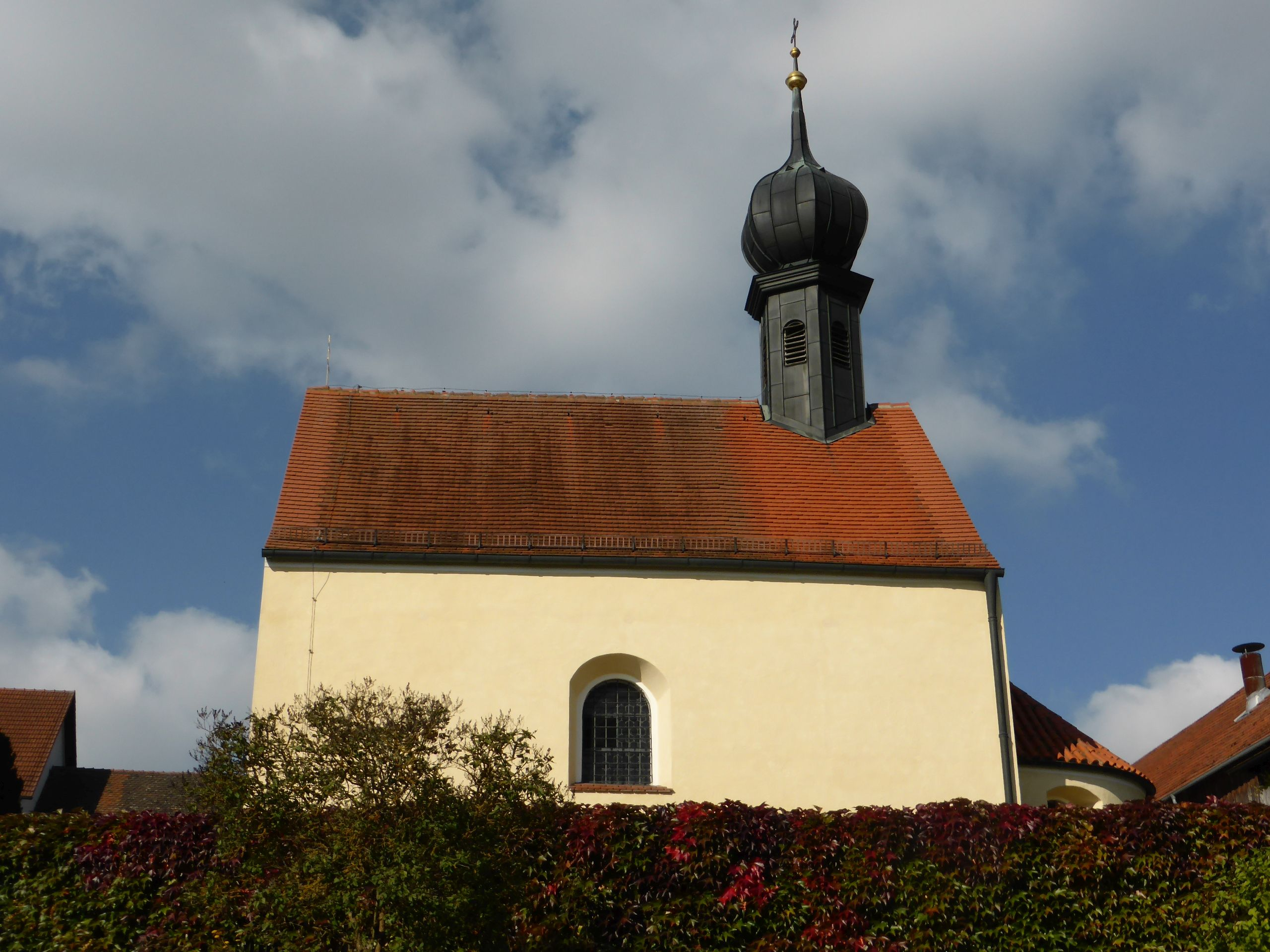
St. Leonhard in Wall

Die römisch-katholische Filialkirche St. Leonhard liegt im Ortsteil Wall der Gemeinde Wolfsegg im Oberpfälzer Landkreis Regensburg (Bayern).

## Geschichte
Die Kirche ist im romanischen Stil um 1200 errichtet worden. Die Kirche konnte durch den Einsatz der Bewohner von Wall und Käfersdorf vor dem Verfall gerettet werden.

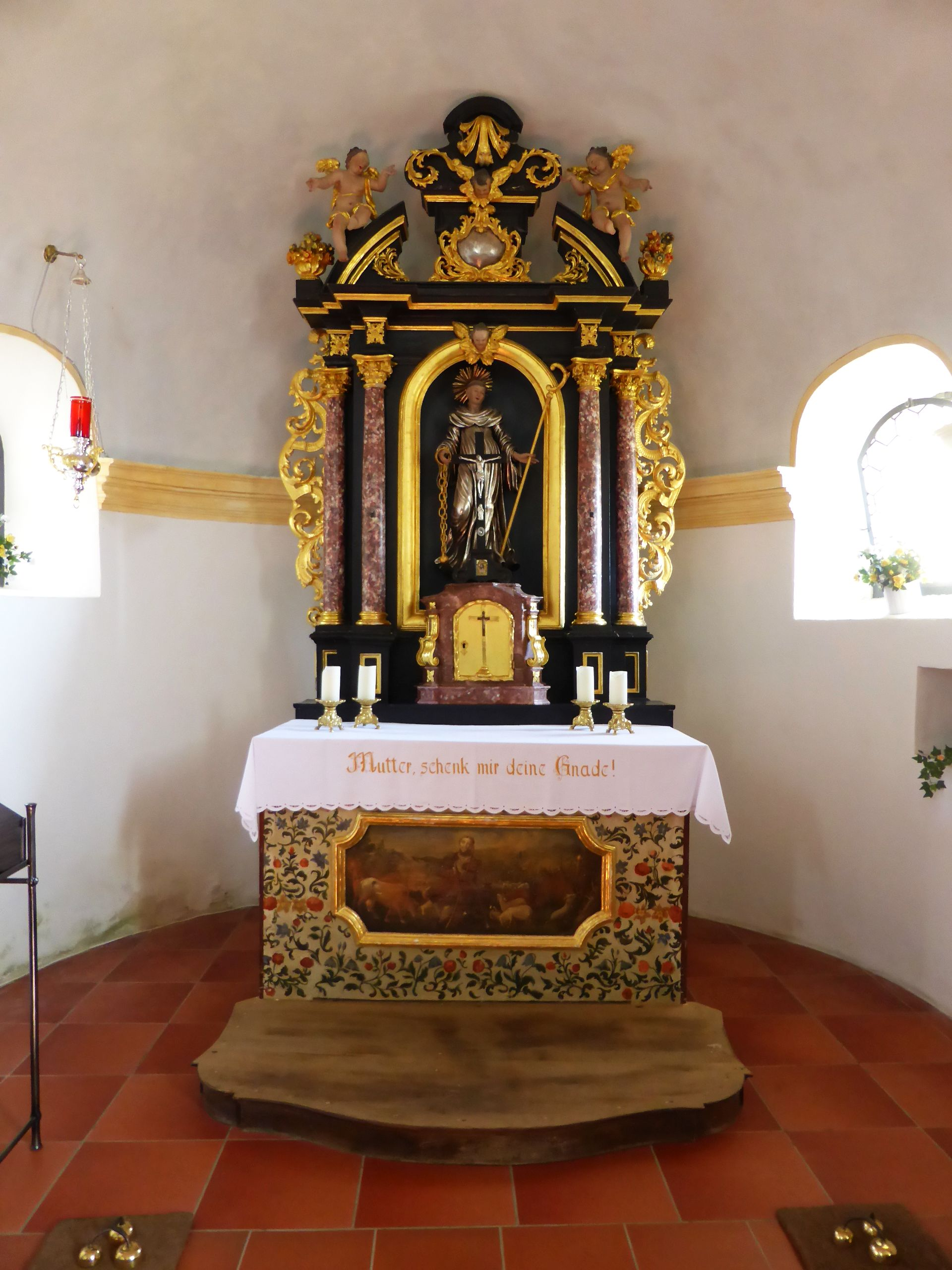
Altar der Filialkirche St. Leonhard in Wall

## Baulichkeit und Ausstattung
Das Kirchlein ist ein Saalbau mit eingezogener Apsis, einem in den Kirchenraum führenden Rundbogenportal und einem Dachreiter mit Zwiebelhaube mit einer Blechdeckung. Der Hochaltar ist mit vier Säulen versehen; die Altarfigur ist der Hl. Leonhard mit den für ihn typischen Attributen der Ketten (als Zeichen der Befreiung von Gefangenen und nicht – wie fälschlicherweise angenommen – mit Viehketten) und dem Krummstab. An der Empore ist ein geschnitzter Phönix als Symbol für die Auferstehung angebracht. Zur Ausstattung gehören weitere Bilder (z. B. Maria als Himmelskönigin mit Jesus, Hl. Familie auf der Flucht) und ein gekreuzigter Christus auf dem Kreuz.
Zur Kirche gehört ein kleiner und sich heute noch in Funktion befindlicher Friedhof für die Einwohner von Wall, Käfersdorf und Hohenwarth, der von einer Bruchsteinmauer eingezäunt ist. Ebenso gehört zu dem Ensemble eine Totenhalle aus neuer Zeit. Ein Brunnen mit einem Steintrog zeigt die Jahreszahl 1870.

## Bilder

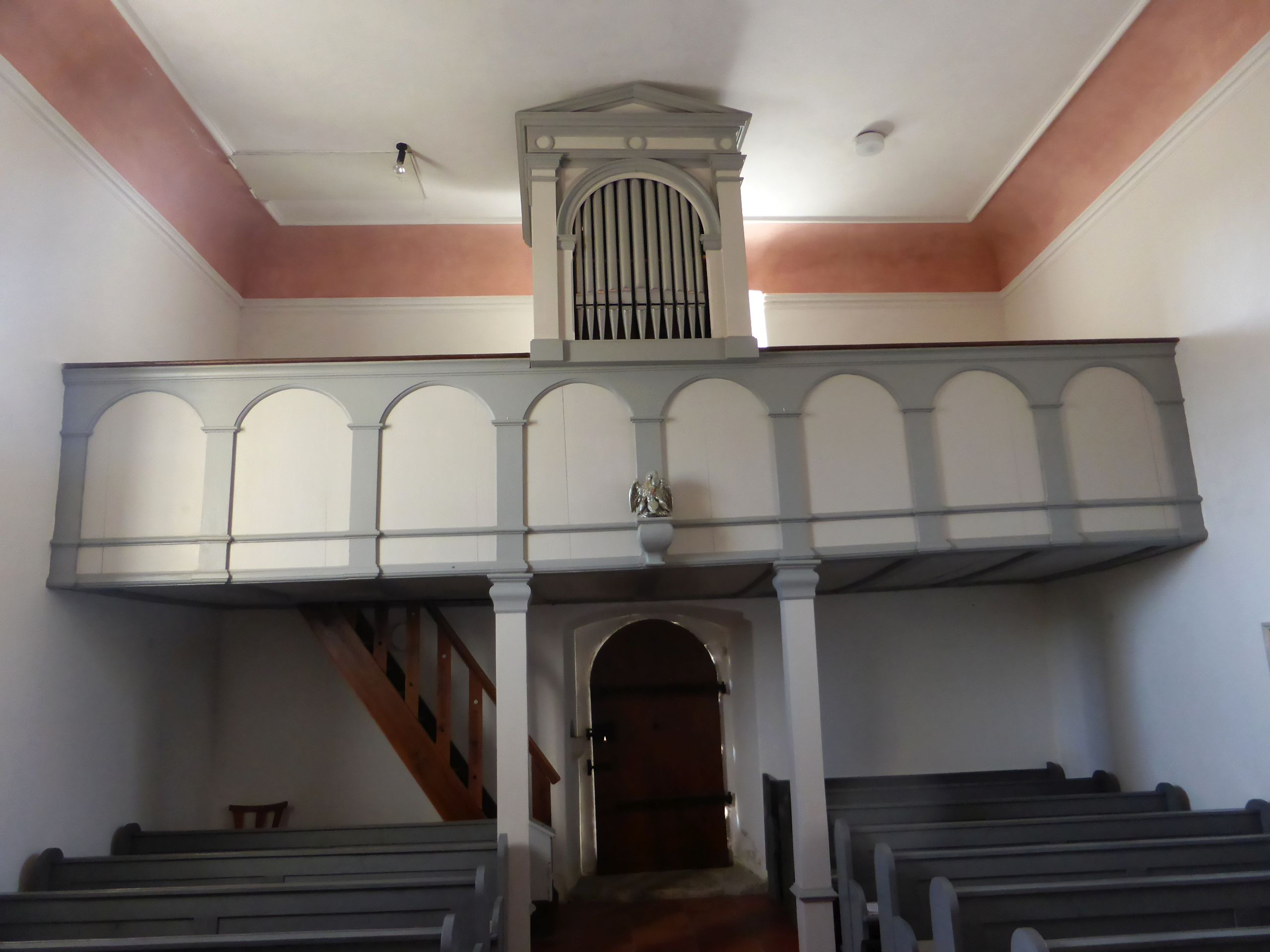
Kirchenempore der St. Leonhard-Kirche in Wall
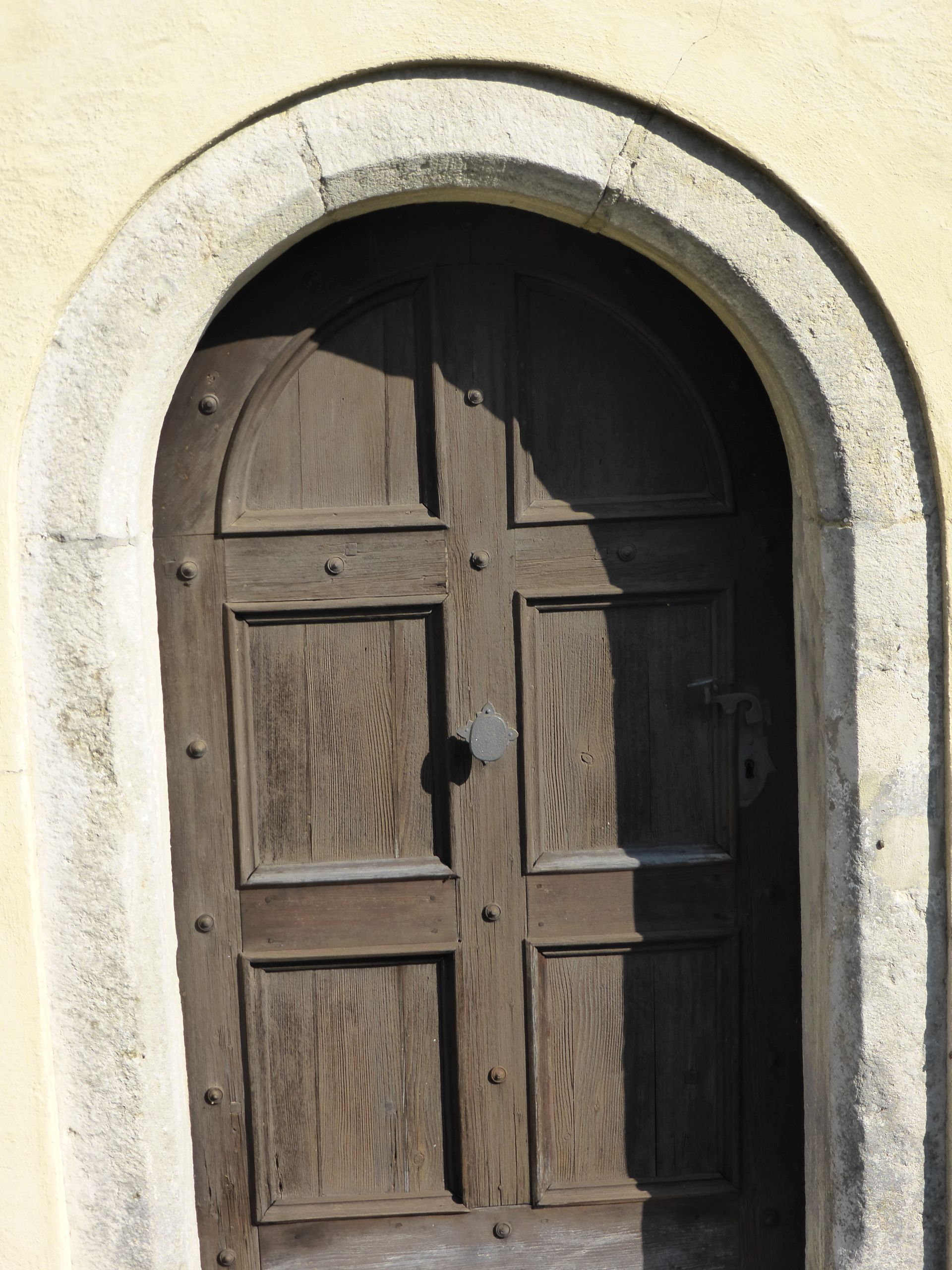
Romanisches Eingangsportal zur St. Leonhard-Kirche in Wall
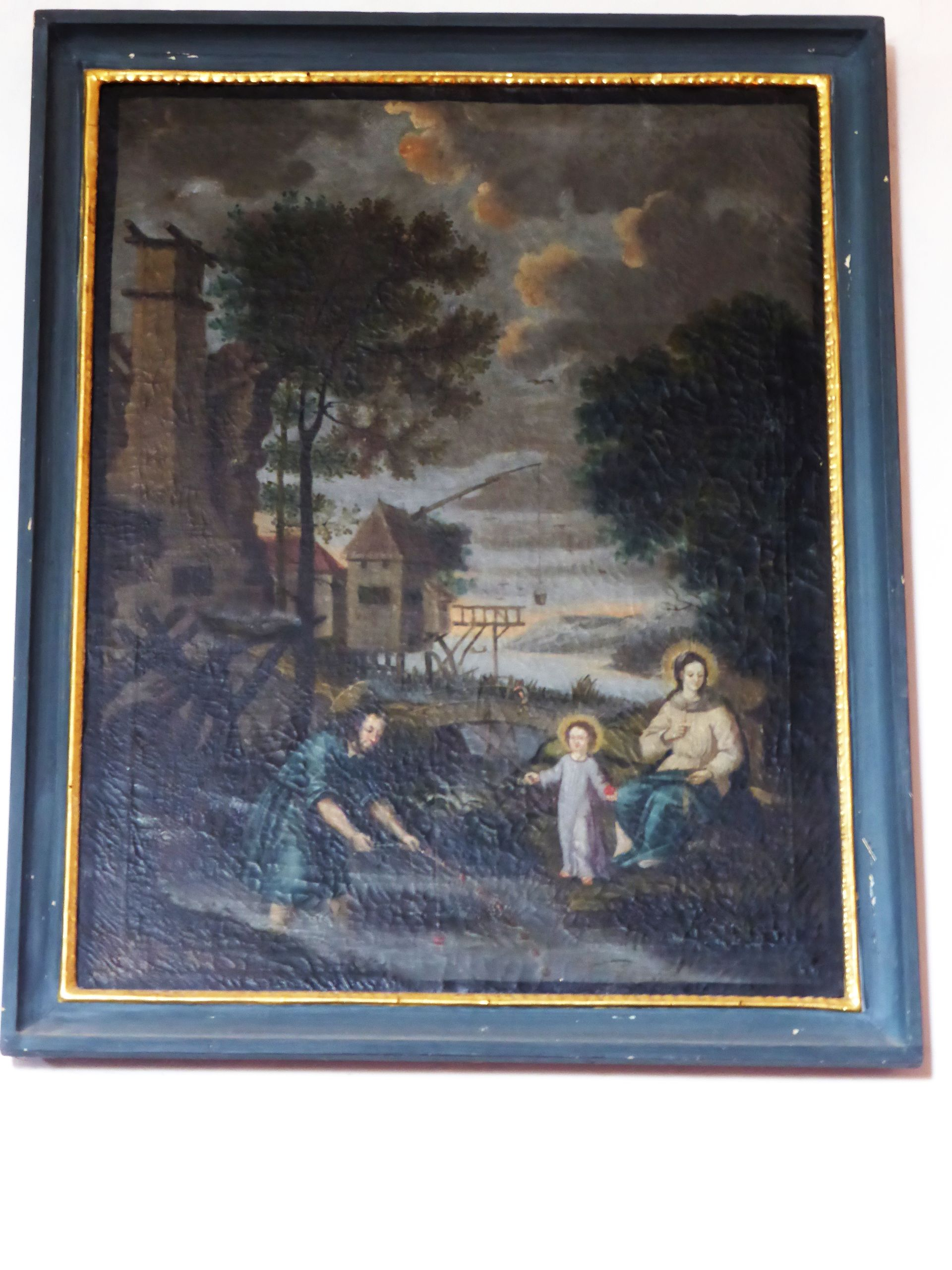
Hl. Familie auf der Flucht nach Ägypten
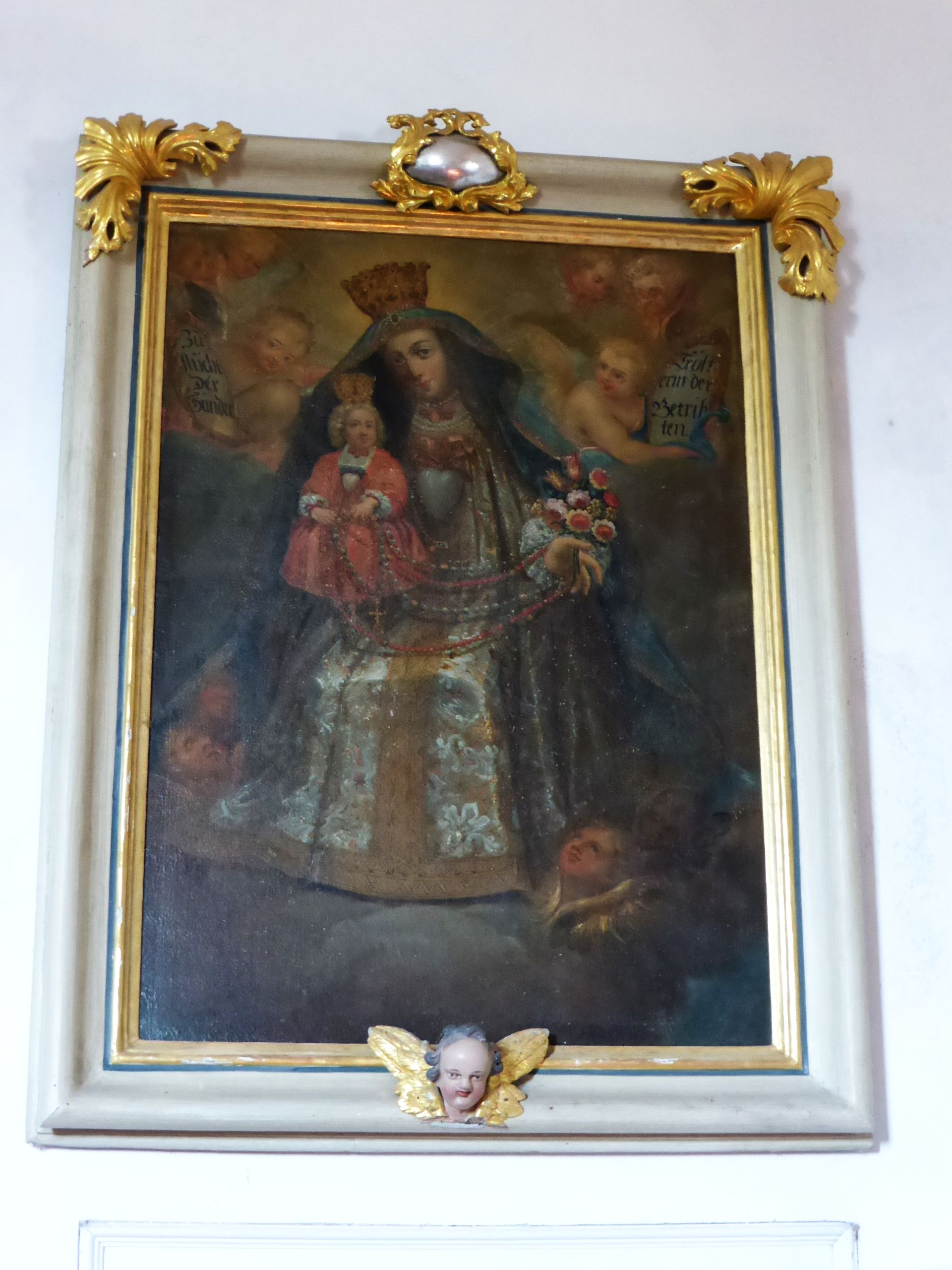
Maria als Himmelskönigin und Jesuskind